# Ticu-Colonie, Cluj
Ticu-Colonie (în maghiară Ferencbánya) este un sat în comuna Aghireșu din județul Cluj, Transilvania, România.

## Date geografice
Satul este situat la 354 km nord-vest de București, 31 km nord-vest de Cluj-Napoca. Cea mai apropiată localitate mai mare este Aghireșu-Fabrici, la 3,9 km sud de Ticu-Colonie. Altitudinea medie: 390 m. Cea mai înaltă zonă are o altitudine de 577 de metri și se află la 2,4 km sud de Ticu-Colonie. Zona din jurul Ticu-Colonie este aproape acoperită de dealuri domoale. 

### Clima
Clima este hemiboreală. [5] Temperatura medie este de 8 °C. Cea mai caldă lună este iulie, la 21 °C, iar cea mai rece este decembrie, la −6 °C. [6] Precipitațiile medii sunt de 880 de milimetri pe an. Cea mai umedă lună este mai, cu 124 de milimetri de ploaie, iar cea mai uscată este februarie, cu 41 de milimetri.

## Istorie
Exista un sit arheologic din perioada Latène.
Din secolul al XI-lea a aparținut județului Cluj, până în 1784 odată cu împărțirea în Bezirke decisă de împăratul habsburgic Iosif al II-lea. Până la Tratatul de la Trianon, satul a aparținut raionului Hídalmás al comitatului Cluj. Din 1918 până în 1925 a aparținut Județului Cojocna, cum a fost numit initial Județul Cluj (interbelic). În 1935, biserica ortodoxă de lemn Almástamási, construită în 1735, a fost transferată în sat. În 1956, s-a separat de Ticu. Din 1968,aparține județului Cluj actual.

## Turism
- Biserica Ortodoxă de Lemn a Sf. Barbara.
- Biserica reformată și casa de cult au fost proiectate de Kós Károly în 1956.

## Populația
Este dificil de urmărit datele sale etnice și religioase, deoarece așezarea de atunci, formată din 988 de persoane, a fost separată de Ticu
în 1956. În 1966, avea 797 de locuitori, dintre care 531 români și 265 maghiari, precum și un german. 
În 1992, dintr-o populație de 236 de persoane, 130 de români și 52 de maghiari (1 german, 50 țigani).
În 1992, în sat locuiesc 151 ortodocși, 3 greco-catolici, 9 romano-catolici, 47 reformați, 1 luteran, 14 baptiști și 10 penticostali. 
Conform datelor din 2002, în așezare locuiau 195 de locuitori. În jurul Ticu-Coloniei sunt aproximativ 67 de oameni pe kilometru pătrat, care este destul de dens populat.

### Distribuția populației în funcție de naționalitate:
| Naționalitate | Numărul de persoane | Procent |
| ------------- | ------------------- | ------- |
| români        | 163                 | 83,6%   |
| maghiari      | 17                  | 8,7%    |
| țigani/romi   | 15                  | 7,7%    |

### Recensâmtul populației în funcție de limba maternă.
| Limba maternă. | Numărul de persoane | Procent |
| -------------- | ------------------- | ------- |
| română         | 173                 | 88,7%   |
| maghiară       | 13                  | 6,7%    |
| romă           | 9                   | 4,6%    |

Estimativ locuiesc 140 de persoane (1 decembrie 2021), 99 români , maghiari 33, 8 țigani.